# Flight of the Conchords
Flight of the Conchords es un dúo musical de comedia neozelandés compuesto por los músicos Bret McKenzie y Jemaine Clement. Se popularizaron con un show de comedia en vivo de Nueva Zelanda a principios de la década de 2000. La comedia y la música del dúo se convirtieron en la base de la serie de radio homónima de la BBC (2004) y luego de la serie de televisión estadounidense de HBO (2007-2009).
El dúo ganó tal fama que sus shows se consideran de culto y continúan de gira periódicamente. Fueron nombrados Mejores Actores de Comedia Alternativa en el Festival de Artes de Comedia de Estados Unidos de 2005 y Mejores Actores Revelación en el Festival de Comedia de Melbourne, y recibieron una nominación para el Premio de Comedia Perrier en el Festival Fringe de Edimburgo de 2003 por su espectáculo en The Caves de Edimburgo. Más recientemente, en 2018, lanzaron el especial de comedia en vivo de HBO Live in London. El especial fue lanzado simultáneamente por Sub Pop como su quinto álbum.
Anteriormente, se referían a sí mismos como "el cuarto dúo folklórico de digi-bongo a capella-rap-funk-cómico basado en guitarras más popular de Nueva Zelanda"; a partir de 2014, sin embargo, se refieren a sí mismos como "el cuarto dúo folclórico más popular de Nueva Zelanda que casi ha ganado premios".

## Carrera profesional

### 1998-2006: primeros años
McKenzie y Clement eran compañeros de piso en la Universidad Victoria de Wellington, donde estudiaban cine y teatro antes de formar Flight of the Conchords en 1998. Actuaron por primera vez como parte de un grupo de cinco hombres llamado So You're a Man, que incluía a Taika Waititi y debutaron en el BATS Theatre de Wellington, obteniendo pocos seguidores pero leales en Nueva Zelanda y Australia. 
La banda actuó por primera vez en televisión en Newtown Salad, un programa de la estación de televisión local de corta duración "Channel 7" de Wellington (más tarde rebautizado como "WTV"). Tocaron dos canciones en el episodio de estreno en 1999 y luego aparecieron durante cuatro noches en 2000 (3 a 6 de mayo); las canciones, en orden, eran "Bowie", "Ladies of the World", "Petrov, Yelyena and Me" y "Hotties".
Actuaron en el Festival Fringe de Edimburgo en 2002, 2003, cuando fueron nominados para el Premio Perrier, y 2004. También actuaron en el Festival Internacional de Comedia de Melbourne, donde ganaron el premio al Mejor Actor Revelación. Más tarde aparecieron en una campaña de 2004 para el minorista británico de teléfonos móviles Phones 4U y en el programa Stand Up! en ABC TV de Australia. 
HBO le dio al grupo un especial en su serie de comedia de media hora de la noche del viernes One Night Stand. Luego encabezaron el fin de semana inaugural en el club de comedia Comix, donde grabaron dos pistas incluidas en The Distant Future de 2007.
Durante este período, tuvieron acuerdos de desarrollo de televisión con Channel 4 en el Reino Unido, NBC en los Estados Unidos y TVNZ en Nueva Zelanda, pero finalmente, no se produjeron programas. En 2006, actuaron en el South by Southwest Music Festival en Austin, Texas. Mientras estaban en Texas, grabaron un documental titulado Flight of the Conchords: A Texan Odyssey, que se emitió en TV3 de Nueva Zelanda a finales de 2006.

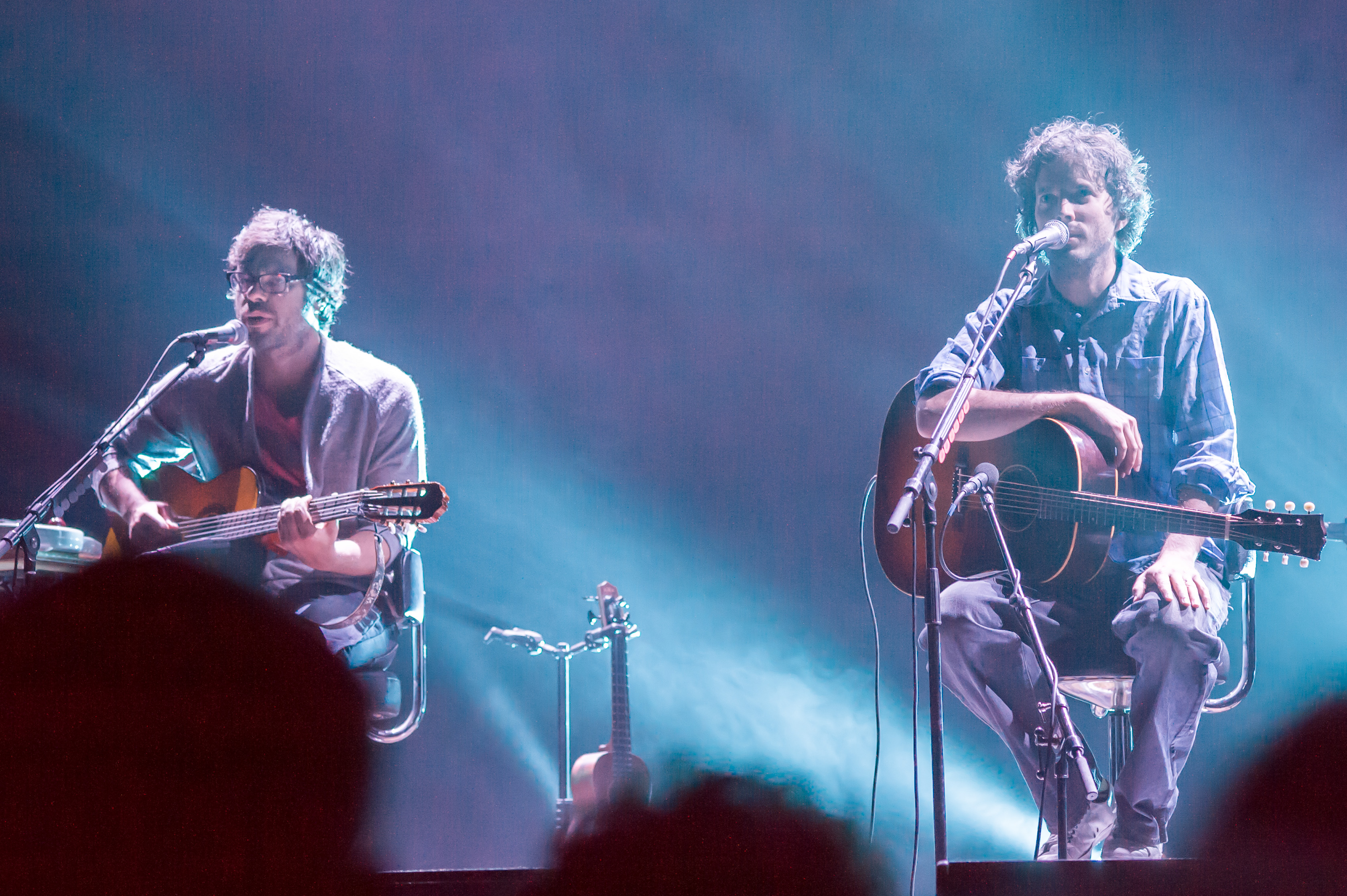
Flight of the Conchords actuando en Cirkus en Estocolmo, Suecia, en mayo de 2010.

#### Serie de radio de la BBC
En 2004, la banda creó una serie de radio de seis partes para BBC Radio 2. En gran parte improvisada, la serie se emitió en septiembre de 2005 y se basó en la búsqueda de éxito comercial de la banda en Londres. Presentaba a Rob Brydon como su narrador, Rhys Darby como su mánager y Jimmy Carr como un devoto fan llamado Kipper. o para hacer fortuna, Rhys Darby interpreta a su mánager y llama a las reuniones de la banda, y muchas de las canciones se usaron más tarde en la televisión.
La serie BBC Radio 2 le valió al dúo el premio Bronze Sony Radio Academy Award por comedia.

### 2007-2009: serie de televisión de HBO y más aclamación

#### Serie de TV
El dúo protagonizó una comedia de televisión para HBO, titulada Flight of the Conchords, que se estrenó en los Estados Unidos en junio de 2007. La serie se estrenó simultáneamente en Canadá en The Movie Network y Movie Central, y también se mostró en The Comedy Network.
La serie gira en torno a una versión ficticia de la pareja mientras intentan lograr el éxito como banda en la ciudad de Nueva York y tratan de desarrollar una base de fanes estadounidense. El elenco regular incluye a otros comediantes Rhys Darby como Murray, Arj Barker como Dave y Kristen Schaal como su fan obsesionada Mel. Este programa también presenta a muchos otros comediantes en papeles de estrella invitada. Sus canciones se entretejen en la trama de cada episodio. El programa recibió una nominación al Emmy a la mejor comedia. El espectáculo se rodó principalmente en el barrio Two Bridges de Manhattan.
La primera temporada constaba de 12 episodios. La segunda temporada comenzó en HBO el 18 de enero de 2009 y consistió en 10 episodios. El 10 de diciembre de 2009, el dúo y el cocreador/director James Bobin anunciaron a través de su sitio web que el programa no regresaría para una tercera temporada.

#### Álbumes
El primer lanzamiento de estudio de la banda fue el EP de 2007 The Distant Future, que incluía tres grabaciones de estudio y tres pistas en vivo; el 10 de febrero de 2008, fueron galardonados con el premio Grammy al Mejor Álbum de Comedia para el disco. En 2008, firmaron con el sello Sub Pop y lanzaron su álbum debut homónimo. Después de la segunda temporada del programa en 2009, la banda lanzó su segundo álbum, I Told You I Was Freaky.

#### Apariciones
En junio de 2007, la banda actuó en el Late Show with David Letterman y fue entrevistada por Terry Gross en el programa de radio NPR Fresh Air. Aparecieron en el Festival de Música Bonnaroo 2007 en Manchester, Tennessee. El 19 de junio de 2007, aparecieron como invitados musicales en Late Night with Conan O'Brien.
Su EP The Distant Future, producido por Mickey Petralia y grabado en Los Ángeles y Nueva York por Petralia y el ingeniero Matt Shane, fue lanzado el 7 de agosto de 2007; las porciones en vivo fueron tomadas de conciertos en el club de comedia Comix en la ciudad de Nueva York. En enero de 2008, la banda habló y actuó como parte de la presentación de Comcast en CES 2008.
El 13 de febrero de 2008, Flight of the Conchords tuvo su primer concierto posterior a los Grammy, un espectáculo gratuito, en una pequeña tienda de videos de Wellington llamada Aro Video. El 5 de marzo de 2008, actuaron en un espectáculo privado en 'The Depot' en Salt Lake City, Utah, para la conferencia de análisis web Omniture de 2008, y al día siguiente en el Auditorio Cahn de la Universidad Northwestern. El 24 de abril de 2008, ofrecieron un espectáculo gratuito en Amoeba Music en Hollywood, California. El 28 de mayo de 2008, actuaron en la conferencia Google I/O en San Francisco. Actuaron en el escenario principal del Sasquatch! Festival de Música el lunes 26 de mayo de 2008 en The Gorge Amphitheatre en el centro del estado de Washington. El 12 de julio de 2008, actuaron en el Festival de Música del 20 Aniversario de Sub Pop.
El dúo hizo una aparición especial como los extraterrestres en dos episodios de The Drinky Crow Show en el bloque de programación de televisión nocturna Adult Swim de Cartoon Network. El 31 de marzo de 2009, el dúo actuó en Masterton, Nueva Zelanda, ante 2000 lugareños como un beneficio para el antiguo colegio Makoura College de Jemaine, que recaudó alrededor de 80000 dólares neozelandeses antes de emprender una gira de 50 fechas por los Estados Unidos. También aparecieron en el final de la cuarta temporada de Tim and Eric Awesome Show, Great Job!, reemplazando brevemente a Tim y Eric durante un juego de tenis de alto riesgo.

### 2010-presente: reunión, giras y cine
En una entrevista con Vulture, Bret dijo que se estaban preparando planes para una gira de reunión en 2012 y que él y Jemaine estaban discutiendo una película de Flight of the Conchords. El 28 de noviembre de 2011 afirmó que se estaban haciendo esfuerzos para llevar al dúo de comedia folklórica a la gran pantalla: "Vamos a intentar hacer una película. Solo necesitamos una historia ". Sin embargo, HBO ha declarado que ellos mismos no tienen planes para tal película. En una entrevista publicada en Indiewire en agosto de 2015, Clement dijo que se estaba escribiendo una película de Flight of the Conchords, aunque indicó que aún se encuentra en las primeras fases.
El dúo actuó como estrella invitada como un par de consejeros de campamento en " Elementary School Musical ", el estreno de la temporada 22 de Los Simpson, que se emitió el 26 de septiembre de 2010.
En marzo de 2012 se confirmó que para junio de 2012 estaba en marcha una gira completa de 10 espectáculos por lugares más grandes de Nueva Zelanda. Las entradas salieron a la venta el 23 de marzo, con los asientos prémium en cada lugar disponibles solo en persona en la taquilla, para evitar la reventa de entradas. Todos las entradas se agotaron en 10 minutos una vez que se lanzaron a la venta general.
Para Red Nose Day 2012, el dúo grabó un sencillo benéfico compuesto por letras ofrecidas voluntariamente por los niños de las escuelas de Auckland y Wellington, titulado "Feel Inside (And Stuff Like That)". La canción presenta actuaciones de otras celebridades de Nueva Zelanda, incluidos Dave Dobbyn, Brooke Fraser, Boh Runga, Samuel Flynn Scott, Luke Buda, Savage, Young Sid, Tyree, Deach, PNC, Zowie, Ruby Frost, Kids of 88, Rikki Morris, Moana Maniapoto, Nathan King, Maitereya, Victoria Girling-Butcher, Elizabeth Marvelly, Peter Urlich y Cherie Mathieson. La canción entró en el número uno en la lista de sencillos de Nueva Zelanda, convirtiéndose en su primer número uno y fue certificado Platino, vendiendo más de 15.000 copias en su primera semana.
El 23 de agosto de 2013, Flight of the Conchords co-encabezó el Festival Oddball & Curiosity con Dave Chappelle, dando inicio a la gira en Austin, Texas. En 2016, el dúo interpretó nuevas canciones junto a viejos favoritos en una gira por América del Norte; también aparecieron en el Newport Folk Festival 2016 en Newport, Rhode Island.
En 2018, Flight of the Conchords se reunió para Flight of the Conchords: Live in London, un especial de televisión de una hora en HBO.

## Proyectos relacionados
Tanto McKenzie como Clement aparecieron junto a Rhys Darby en una comedia de terror titulada Diagnosis: Death, aunque no como Flight of the Conchords. La película se estrenó el 3 de agosto de 2009. También han aparecido en varias películas por separado: Clement en Men in Black 3, Eagle vs Shark, Dinner for Schmucks, Gentlemen Broncos, Muppets Most Wanted (que contó con canciones de McKenzie) y Moana, y McKenzie en El señor de los anillos. : La comunidad del anillo, El señor de los anillos: El regreso del rey, El hobbit: Un viaje inesperado, Austenland y Dos niños pequeños.
La canción "I'm Not Crying" aparece en la película The Pirates! ¡En una aventura con científicos!. En 2014, tanto Clement como Rhys Darby protagonizaron el falso documental de comedia de terror titulado What We Do in the Shadows, dirigido por Clement y Taika Waititi.

## Estilo

### Instrumentación
Más comúnmente, el dúo toca la guitarra acústica en presentaciones en vivo, con McKenzie casi siempre tocando una guitarra acústica estándar de gran concierto y Clement tocando una guitarra de salón y en ocasiones una guitarra clásica. Para algunas canciones, Clement toca el bajo acústico.
Por lo general, emplean instrumentos novedosos de la década de 1980 como el sintetizador de guitarra Casio DG-20 y Omnichord, además de glockenspiel, bongos y autoharp, entre otros. En la última década, han ampliado su instrumentación; En actuaciones más recientes, como las de su gira de 2018 por Reino Unido e Irlanda, ambos tocaron el bajo eléctrico (con Clement tocando un Höfner 500/1) y usaron pedales de efectos. Desde 2008, han colaborado con el músico Nigel Collins, quien toca el violonchelo, teclados y percusión, tanto para estudio como para presentaciones en vivo.

## Discografía
Álbumes
- The Distant Future (2007)
- Flight of the Conchords (2008)
- I Told You I Was Freaky (2009)
- Live in London (2019)

Radio
- Serie de radio de la BBC: Flight of the Conchords (2006); emisión 2005, 6 episodios

## Filmografía
- One Night Stand Flight of the Conchords (2005); HBO. Especial de comedia de media hora
- Flight of the Conchords: A Texan Odyssey (2006); TV3. Documental
- Flight of the Conchords (2007–2009); HBO. Serie de televisión, 22 episodios
- Flight of the Conchords: On Air (2009); NZ On Air. Documental
- Flight of the Conchords: Live in London (2018); HBO. Especial de comedia

## Giras
Giras, excluidas las actuaciones puntuales y las mini giras, a partir de 2008.
- América del Norte (marzo-julio de 2008)
- América del Norte (marzo-mayo de 2009)
- Europa (marzo-mayo de 2010)
- Nueva Zelanda y Australia (junio-julio de 2012)
- Estados Unidos (agosto-septiembre de 2013)
- América del Norte (junio-julio de 2016)
- Reino Unido e Irlanda (marzo, junio-julio de 2018)

## Premios
Reconocimientos seleccionados
| Año  | Premio                                | Categoría                                     | Nominado                                                                   | Resultado |
| ---- | ------------------------------------- | --------------------------------------------- | -------------------------------------------------------------------------- | --------- |
| 2003 | Festival Fringe de Edimburgo          | Premio Perrier de Comedia                     | Folk the World                                                             | Nominados |
| 2004 | Festival de la comedia de Melbourne   | Mejor Revelación                              | Flight of the Conchords                                                    | Nominados |
| 2005 | Festival de comedia de Aspen          | Mejor acto alternativo                        | Flight of the Conchords                                                    | Nominados |
| 2006 | Premios de la Academia de Radio Sony  | Premio de comedia                             | [ 32 ]                                                                     | Ganadores |
| 2007 | Premios Welly                         | Letras                                        | Jemaine Clement y Bret McKenzie.                                           | Ganadores |
| 2007 | Premios Welly                         | Wellingtoniano del año                        | Jemaine Clement y Bret McKenzie.                                           | Nominados |
| 2007 | 12.º premios Satellite                | Mejor serie de televisión, comedia o musical  | Flight of the Conchords                                                    | Nominados |
| 2008 | 50.º premios Grammy                   | Mejor Álbum de Comedia                        | [ 34 ]                                                                     | Ganadores |
| 2008 | Premios de la música de Nueva Zelanda | Álbum del año                                 | [ 35 ]                                                                     | Ganadores |
| 2008 | Premios de la música de Nueva Zelanda | Mejor grupo                                   | Flight of the Conchords                                                    | Nominados |
| 2008 | Premios de la música de Nueva Zelanda | Artista revelación del año                    | Flight of the Conchords                                                    | Nominados |
| 2008 | Premios de la música de Nueva Zelanda | Premio al logro internacional                 | Flight of the Conchords                                                    | Nominados |
| 2008 | 60.º premios Primetime Emmy           | Mejor guion para una serie de comedia         | James Bobin, Jemaine Clement y Bret McKenzie(Episodio: "Yoko")             | Nominados |
| 2008 | 60.º premios Primetime Emmy           | Música y letras originales excepcionales      | "La chica más hermosa (en la habitación)"                                  | Nominados |
| 2008 | 60.º premios Primetime Emmy           | Música y letras originales excepcionales      | "Presión de la ciudad interior"                                            | Nominados |
| 2009 | 51.º premios Grammy                   | Mejor Álbum de Comedia                        |                                                                            | Nominados |
| 2009 | 61.º premio Primetime Emmy            | Mejor serie de comedia                        | Flight of the Conchords                                                    | Nominados |
| 2009 | 61.º premio Primetime Emmy            | Mejor actor principal en una serie de comedia | Jemaine Clement (Episodio: "Amor antinatural")                             | Nominados |
| 2009 | 61.º premio Primetime Emmy            | Mejor guion para una serie de comedia         | James Bobin, Jemaine Clement y Bret McKenzie (Episodio: "Primer Ministro") | Nominados |
| 2009 | 61.º premio Primetime Emmy            | Música y letras originales excepcionales      | "Carol Brown"                                                              | Nominados |
| 2009 | 14.º premios Satellite                | Mejor serie de televisión, comedia o musical  | Flight of the Conchords                                                    | Nominados |
| 2009 | 14.º premios Satellite                | Mejor actor en una serie, comedia o musical   |                                                                            | Nominados |
| 2010 | 52.º premios Grammy                   | Mejor Álbum de Comedia                        |                                                                            | Nominados |
| 2013 | Premios de la música de Nueva Zelanda | El sencillo más vendido de Nueva Zelanda      | [ 38 ]                                                                     | Ganadores |
| 2019 | 71.º premios Primetime Emmy           | Música y letras originales excepcionales      | "Father & Son" (de Live in London )                                        | Nominados |